# Wapen van Haps

Wapen van Haps (1968-1994)

Wapen van Haps (1817-1968)

Het wapen van Haps werd op 16 juli 1817 bij besluit van de Hoge Raad van Adel aan de toenmalige Noord-Brabantse gemeente Haps bevestigd. Het wapen is op 19 februari 1968 bij Koninklijk Besluit vervangen door een nieuw wapen dat vrijwel gelijk is aan het oude, maar is gedekt met een kroon. Op 1 januari 1994 ging de gemeente op in Cuijk, waarmee het wapen van Haps kwam te vervallen.

## Blazoenering
De blazoenering bij het eerste wapen luidt als volgt:
Zijnde van lazuur, beladen met Sint Nicolaas.
De heraldische kleuren zijn lazuur (blauw) en goud (geel). Dit zijn de rijkskleuren. De beschrijving is later toegevoegd, oorspronkelijk stond in het register uitsluitend een tekening.
De blazoenering bij het tweede wapen luidt als volgt:
In azuur het beeld van Sint Nicolaas, houdende in de linkerhand een kromstaf, terwijl de rechterhand beschermend is uitgestrekt boven 3 kinderfiguren oprijzende uit een kuip, alles van goud, vergezeld van een gouden zon, uitgaande van de rechterbovenhoek van het schild. Het schild gedekt met een gouden kroon van 3 bladeren en 2 paarlen.
In de heraldiek zijn links en rechts van achter het schild bezien, voor de toeschouwer zijn deze verwisseld. De voorstelling en de kleuren zijn gelijk aan die van het eerste wapen, maar het tweede wapen is gedekt met een gravenkroon.

## Geschiedenis
Het wapen is afgeleid van een schependomzegel van Haps uit het midden van de achttiende eeuw. Voor die tijd had de schepenbank geen eigen zegel. Het zegel toont Sint Nicolaas, de parochieheilige van de gemeente. Waarschijnlijk had men de kleuren niet gespecificeerd, waardoor de voorstelling is uitgevoerd in de rijkskleuren: goud op blauw.